# ثانوية سوبر غيرلز
ثانوية سوبر غيرلز أو البطلات الخارقات (بالإنجليزية: DC super hero girls)‏ هو مسلسل كرتوني أنشاته دي سي كومكس (DC comics) وهي إحدى الشركات التابعة لشركة تايم وارنر وشركة ماتيل التي تم إطلاقها في الربع الثالث من عام 2015.

## روابط خارجية
- ثانوية سوبر غيرلز على موقع IMDb (الإنجليزية)
- ثانوية سوبر غيرلز على موقع كينوبويسك (الروسية)
- ثانوية سوبر غيرلز على موقع ألو سيني (الفرنسية)
- ثانوية سوبر غيرلز على موقع قاعدة بيانات الفيلم (الإنجليزية)